# Molophilus (Molophilus) albiceps
Molophilus (Molophilus) albiceps is een tweevleugelige uit de familie steltmuggen (Limoniidae). De soort komt voor in het Oriëntaals gebied.